# Penic de Maine

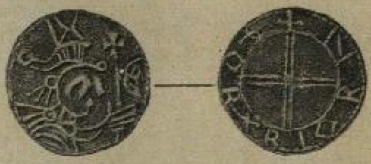
Una moneda similar al penic de Maine

El penic de Maine, també conegut com a moneda Goddard és una moneda de plata noruega que data del regnat d'Olaf Kyrre, rei de Noruega (1067–1093 AD). Va ser descobert a Maine el 1957, i s'ha suggerit com a evidència de contactes transoceànics precolombins.

## Descobriment
Guy Mellgren, un resident local i arqueòleg amateur, va dir que va trobar aquesta moneda el 18 d'agost de 1957 al jaciment Goddard. Es tracta d'un extens jaciment arqueològic en un antic assentament amerindi de Naskeag Point a la badia de Penobscot a Brooklin (Maine). Un article de 1978 a Time Magazine va parlar el lloc del descobriment, un antic dipòsit de deixalles índies prop de la ciutat costanera de Blue Hill. Durant un període de 30 anys, una col·lecció de 30.000 articles del jaciment va ser donada al Museu Estatal de Maine. La moneda va ser donada el 1974.

## La moneda
Gran part de les circumstàncies de la troballa de la moneda no estan preservades en el registre (com va ser el cas de la majoria de les trenta mil trobades). La moneda va ser identificada inicialment com un cèntim britànic del segle xii. El 1978, experts de Londres consideraven que podria ser d'origen nòrdic. Avui la identitat del penic de Maine com a moneda de plata d'Olaf Kyrre no té cap dubte. Kolbjorn Skaare de la Universitat d'Oslo va determinar que la moneda fou encunyada entre 1065 i 1080 i que fou d'àmplia difusió en els segles xii i xiii. El penic es va trobar amb una perforació, probablement per utilitzar-lo com a penjoll. Aquesta zona de la moneda s'ha convertit en pols de la corrosió.

## Origen nòrdic
El jaciment Goddard ha estat datat del 1180–1235, durant el període de circulació de penics d'aquesta classe. El poble que vivia en la zona del jaciment en aquella època es considera que eren els avantpassats dels penobscots. Mentre que el temps és al voltant de dos-cents anys després de l'últim dels viatges a Vinland (circa 1000) descrit a les sagues nòrdiques, es troba en el període en què els nòrdics vivien a Groenlàndia (segles X al XV) i podrien haver visitat Amèrica del Nord.
L'origen de la moneda costanera s'ha oferit com a evidència que els nòrdics de Groenlàndia van viatjat més al sud de Terranova o que la moneda podria haver arribat pel comerç local. No obstant això, el penic és l'únic artefacte nòrdic trobat al jaciment, que segons evidències substancials era un centre neuràlgic en una gran xarxa de comerç natiu. Per exemple, s'hi va trobar un únic artefacte identificat generalment com a burí Dorset, i donaria suport a la idea que ambdós objectes, el penic i la moneda, haurien arribat a Maine a través dels canals comercials nadius des de fonts nòrdiques a Labrador o Terranova.
La pàgina web Museu de l'Estat de Maine afavoreix la visió que la moneda va ser trobada al jaciment i, per tant, és evidència de la presència nòrdica al continent d'Amèrica del Nord, tot i que el Museu afirma que "l'explicació més probable de la presència de la moneda és que va ser obtinguda pels nadius d'un altre lloc, potser a Terranova, on s'ha trobat l'única colònia escandinava coneguda al Nou Món a l'Anse aux Meadows, i que eventualment arribaria al jaciment Goddard pels circuits comercials nadius". El Museu Estatal de Maine la descriu com "l'únic artefacte nòrdic precolombí acceptat generalment com a genuí trobat als Estats Units".
No obstant això, s'ha plantejat la possibilitat que es tracti d'un engany. Cal destacar que aquesta moneda de plata de Noruega i altres similars de l'època estaven disponibles al mercat obert durant 1957 Així Mellgren podria haver tingut els mitjans i l'oportunitat de plantar la moneda al lloc, o podria haver estat enganyat per algú que l'hauria deixat, encara que no n'està clar el motiu. Hi ha prou preguntes sobre la procedència de la moneda perquè la seva importància arqueològica no estigui clara. Una avaluació de la validesa de la troballa de l'antropòleg Edmund Snow Carpenter conclou: "No provada".
La Societat Numismàtica Americana ha declarat que "No hi ha confirmació fiable de la documentació de la moneda Goddard, i molta evidència circumstancial suggereix que algú hauria intentat deliberadament de manipular o confondre la situació. La moneda nòrdica de Maine, probablement hauria d'estar considerada un engany."
Un paper de novembre del 2017 del numismàtic noruec Svein Gullbeck suggereix que la moneda és una troballa genuïna.

## Altres fonts
- Skaare, Kolbjorn (1976) Coins and Coinage in Viking-age Norway (Oslo: Universitetsforlaget) ISBN 9788200015420